# Michal Mazánek
Michal Mazánek (* 1965/1966) je český policista, od ledna do července 2016 ředitel Úřadu služby kriminální policie a vyšetřování, od srpna 2016 do července 2018 ředitel Národní centrály proti organizovanému zločinu.

## Život
K policejnímu sboru nastoupil v březnu 1985. Nejdříve byl řadovým policistou na obvodním oddělení. V roce 1990 postoupil na Okresní úřad vyšetřování Praha-východ do funkce vyšetřovatele, kde mu byla přidělena problematika násilné trestné činnosti. Na základě výsledků byl následně v roce 1993 převelen na Krajský úřad vyšetřování Středočeského kraje, kde se věnoval zejména vyšetřování vražd a stal se i členem skupiny vyšetřující sérii vražd známou pod názvem "Orlické vraždy".
Úspěchy jej v roce 2000 nominovaly do čela pracovní skupiny "Pomníky", která se zabývala případy neobjasněných vražd na území Středočeského kraje od roku 1990. Nejznámějším případem byla trojnásobná vražda (matky a dvou dcer) v obci Klučov na Kolínsku. Skupině se podařilo pachatele dopadnout po 13 letech. Za tento výsledek byl policejním prezidentem mimořádně povýšen do hodnosti podplukovníka. Ve své kariéře byl dále vedoucím oddělení SKPV a vedoucím odboru obecné kriminality Krajského ředitelství policie Středočeského kraje. Osobně úspěšně vedl a řídil týmy například v případu "lesního vraha" Viktora Kalivody (v roce 2005 usmrtil tři osoby a chystal smrtící útok v pražském metru) a trojnásobné "Mukařovské vraždy" v roce 2011.
V roce 2011 získal ocenění policista roku. V lednu 2016 se stal šéfem Úřadu služby kriminální policie a vyšetřování. V polovině roku 2016 se jako jediný přihlásil do nabídkového řízení na post ředitele nově zřizované Národní centrály proti organizovanému zločinu. Výběrová komise doporučila jeho jmenování, funkce se ujal od 1. srpna 2016.
Na konci června 2018 oznámil, že ve funkci ředitele Národní centrály proti organizovanému zločinu ke konci července téhož roku skončí a odejde do civilu. Nahradil jej jmenovec Jiří Mazánek.
Michal Mazánek je otcem dvou dětí.